# Bolschaja Synja
Die Bolschaja Synja (russisch Большая Сыня, „Große Synja“; Komi Ыджыд Сыняю) ist ein linker Nebenfluss der Ussa in der Republik Komi in Nordwestrussland.
Die Bolschaja Synja entspringt an der Westflanke des Subpolarurals. Sie fließt in nordnordwestlicher Richtung. Der linke Kossju-Nebenfluss Wangyr verläuft streckenweise nur wenige Kilometer östlich der Synja. Der Tschernyschow-Rücken befindet sich östlich des Flusslaufs der Bolschaja Synja. Bei der Siedlung Synja überquert die Petschora-Eisenbahn den Fluss. Die Bolschaja Synja erreicht schließlich östlich von Ussinsk die Ussa. Die Bolschaja Synja hat eine Länge von 206 km. Sie entwässert ein Areal von 4040 km².